# Seizure
Seizure is een Amerikaanse horrorfilm uit 1974 en was het regiedebuut van Oliver Stone. Actrice Mary Woronov beweerde later dat de film grotendeels gefinancieerd werd door crimineel Michael Thevis om geld wit te wassen. De film had een zeer beperkt uitgebracht waarbij het enkel in een bioscoop in New York speelde.

## Plot
Een schrijver van horrorverhalen, Edmond Blackstone, lijdt aan een terugkerende nachtmerrie waarin drie bizarre figuren hem en zijn familie terroriseren. Wanneer Blackstone begint te schrijven, verschijnen de drie figuren bij hem thuis en wordt de droom werkelijkheid.